# 4 (Le Deva)
4 è il primo album in studio del gruppo musicale italiano Le Deva, pubblicato nel 2017.

## Descrizione
Nel novembre 2017 esce il disco d’esordio de Le Deva che si intitola 4. Il complesso è composto dal quartetto da Roberta Pompa, Greta Manuzi, Verdiana Zangaro e Laura Bono, ha finalmente sfornato il progetto, che venne anticipato dai singoli Un'altra idea e Semplicemente io e te, editi rispettivamente il 5 maggio e il 6 ottobre.
Sono 10 le tracks incluse nel disco, firmate da artisti del calibro di Antonio Maggio, Zibba, Andrea Amati, Marco Rettani e Alessio Caraturo.
Il nome 4 è dovuto al fatto che è un numero che le caratterizza, cioè 4 sono le cantanti, 4 esperienze artistiche diversi, oltre 4 punti cardinali e 4 gli elementi. Il nome 4 è anche il nome di una canzone.

## Tracce
1. Semplicemente io e te – 3:18 (Andrea Amati, Valerio Carboni, Zibba e Marco Rettani)
2. L'amore merita – 3:36 (Simonetta Spiri, Luca Sala e Marco Rettani)
3. La fine del mondo – 3:14 (Zibba, Marco Rettani ed Enrico Palmosi)
4. Un'altra idea – 3:15 (Antonio Maggio, G.Bruno, Zibba, Marco Rettani e Verdiana Zangaro)
5. 4 – 3:05 (Andrea Amati, Fabio Vaccaro e Marco Rettani)
6. Cose che si dicono (feat. GionnyScandal) – 3:25 (Nicolas Bonazzi e Marco Rettani)
7. Grazie a te – 3:48 (Laura Bono, Zibba, G.Bruno Marco Rettani e Verdiana Zangaro)
8. L'origine – 3:35 (Andrea Amati, G.Bruno, Luca Sala e Marco Rettani)
9. Il mago lo sa (feat. Alessio Caraturo) – 3:13 (Alessio Caraturo e Marco Rettani)
10. Tutte le notti – 3:49 (Marco Rettani, C. Cesario, G.Bruno, e M. De Lio)

## Formazione
- Laura Bono
- Verdiana Zangaro
- Greta Manuzi
- Roberta Pompa

## Formato
L'album è disponibile in quattro formati: Download digitale, Streaming, CD Audio, Vinile.

## Classifiche
| Classifica (2017) | Posizione massima |
| ----------------- | ----------------- |
| Italia            | 4                 |